# 史前新纪元
《史前新纪元》是一部美国科幻电视剧，由英國作家凱利·馬歇爾所创造的，史提芬·史匹堡擔任執行製作人，本劇于2011年9月26日至12月19日在福斯播出第一季。2012年3月5日，福斯宣佈結束本劇。

## 简介
西元2149年，地球生態被破壞到萬劫不復的地步；然而，科學家偶然發現通往平行時空的「奇異點」，那時空處於西元前8500萬年前，恐龍統治的白堊紀晚期。為求生存，人類啟動「希望廣場」的奇異點裝置，挑選具有一技之長的人進入新時空，開創名叫“史前新世界”(Terra Nova)的殖民地，這一過程被稱作「朝聖」。
在第九次的「新世界朝聖」中，員警吉姆·夏儂(Jim Shannon)的妻子——伊莉莎白·夏儂(Elisabeth Shannon)因醫術優異而被徵召，然因夫妻倆違反生育限制多生一女Zoe，吉姆被關在監獄裡。經過一番折騰後，吉姆成功逃獄，跟著妻子與三個孩子到達陌生而全新的世界，開始人類的第二個未來。

## 演员和角色

### 主要演員
- 傑森·歐瑪拉 飾演 James "Jim" Shannon（吉姆·夏儂）：本作主角，原本為警察，因多生一女違背法令被關，後逃獄並與妻兒一同到達新世界。指揮官泰勒看中他的才能，招募他為殖民地的警長。
- 雪莉·康恩（英语：Shelley Conn） 飾演 Dr. Elisabeth Shannon（伊莉莎白·夏儂）：吉姆的老婆，因醫術高超而被招募到新世界。
- 藍頓·萊柏隆 飾演 Josh Shannon（喬許·夏儂）：夏儂家長子，個性叛逆、常惹事生非。喜歡彈奏吉他，對斯凱有些曖昧的感情。
- 娜歐蜜·史考特 飾演 Maddy Shannon（曼蒂·夏儂）：夏儂家二女兒，對自然科學抱著崇高熱情，與二等兵Mark陷入熱戀。
- Alana Mansour 飾演 Zoë Shannon（柔伊·夏儂）：夏儂家小女兒，她的存在違背了2149年的生育法規。
- 艾莉森·米勒（英语：Allison Miller） 飾演Skye Alexandria Tate（斯凱）：本作女主角，指揮官泰勒某部下病逝之遺女，泰勒對她愛護有加。個性大膽愛玩，時常拉著喬許陷入麻煩中，兩人互有好感。實際上是Sixers暗藏的間諜（受威迫所致）。
- 史帝芬·朗 飾演 Nathaniel Taylor（泰勒）：史前新世界的總司令，暱稱為指揮官泰勒（Commander Taylor），魅力非凡的壯碩老軍人。性格耿直，行事手段偶爾流於專斷。與兒子Lucas關係不好，斯凱反而更像他的小孩。
- Rod Hallett 飾演 Dr. Malcolm Wallace（馬康姆）：新世界的首席科學官，伊莉莎白的大學舊識，暗戀對方而出於私心招募她到新世界。
- 克莉斯汀·亞當斯（英语：Christine Adams (actress)） 飾演 Mira（米拉）：叛亂組織Sixers的頭目，泰勒的死對頭。有一個患重病的女兒留在2149年的舊地球。

### 常設演員
- 卡羅琳·布萊澤爾（英语：Caroline Brazier） 飾演 Deborah Tate：斯凱的母親，患有惡疾，但解藥只有Sixers能拿到，因此被當作威脅斯凱的人質。
- 艾蜜莉亞·伯恩斯（英语：Emelia Burns） 飾演 中尉Laura Reilly
- 達米恩·加韋（英语：Damien Garvey） 飾演 Tom Boylan：酒吧老闆，曾是泰勒的部下。個性吝嗇不討喜，與Sixers有地下交易往來，喬許在他的酒吧打工。
- 狄恩·蓋爾（英语：Dean Geyer） 飾演 二等兵（後來成為下士）Mark Reynolds：曼蒂的曖昧對象。
- 席夢娜·凱塞爾（英语：Simone Kessell） 飾演 中尉Alicia "Wash" Washington：指揮官泰勒最信任的副手。
- Peter Lamb 飾演 Casey Durwin
- 山姆·柏森遜（英语：Sam Parsonson） 飾演 Hunter Boyce
- Romy Poulier 飾演 Kara：喬許的女友，留在2149年的舊地球，喬許希望能把她帶來新世界。
- 羅漢·尼克爾（英语：Rohan Nichol） 飾演 Weaver：2149舊地球的商人代表，與Lucas合作，盜竊新世界的資源以求牟利。本劇的幕後主謀之一。
- 傑·瑞安 飾演 Tim Curran
- Matt Scully 飾演 Dunham
- 達米安·沃爾什-淩（英语：Damian Walshe-Howling） 飾演 Carter
- 阿什利·居克爾曼（英语：Ashley Zukerman） 飾演 Lucas Taylor：指揮官泰勒的獨生子，厭惡父親，想摧毀他統治的新世界。發明雙向的傳送門技術，讓舊地球的商人得以掠奪新世界。本劇的幕後主謀之一。

### 史前生物
- 腕龍：首隻正式亮相的恐龍，體型龐大但個性溫和。劇中錯誤描述腕龍為白堊紀生物（可能是波賽東龍一類的近似物種），還會捕食小型動物。
- 食肉牛龍：最早亮相的食肉龍，史前新世界附近的頂級掠食者。攻擊性強，會主動襲擊其他生物。劇中牛龍體型比現實巨大，而且手臂更長，具有類似羽毛的構造。
- 異特龍：最早遭遇的恐龍，僅聞其聲而未見其龍。在主角一家剛要前往殖民地時聽到吼叫聲，隨行士兵解釋是其踩到聲波地雷。
- 甲龍：個性溫和的植食性恐龍，巢穴的蛋很容易被掠食者盯上。有隻小甲龍因畸形無法孵化，由外科手術救回；而後Zoe不想將它放回野外，在大人的勸說下，最終把小甲龍帶回成年同伴的身邊。
- Acceraptor/Slasher（台譯剃刀龍，中譯豺龍）：虛構恐龍，是最早出場的虛構生物，現實原型為五彩冠龍。中等大小的掠食者，常在夜間群聚狩獵，速度能達到每小時45英里。其綽號Slasher來自於尾巴末端的硬質化結構，鋒利程度能輕易切開人體，危險程度僅次於牛龍。頭上有類似五彩冠龍、偷蛋龍類的冠飾。
- Nykoraptor：虛構的馳龍類，現實原型為伶盜龍。有三排牙齒，體型小卻兇狠，被形容為陸上鯊魚。第4集的謀殺案謎團中，被犯人當作行兇的凶器。
- Empirosaur：虛構棘龍，現實原型為埃及棘龍，是劇中第二大的動物，體型僅次於腕龍。被叛亂團體Sixers用來攻擊史前新世界。外觀與怕火的弱點是對侏儸紀公園3的致敬。
- Howler（台譯嚎叫龍）：虛構恐龍，叫聲宏亮駭人，僅聞其聲而未見其龍。
- 不明翼龍：虛構物種。於劇中多次出現，但未曾被提及。頭冠設計可能參考了古神翼龍科。
- 史前科摩多巨蜥：虛構生物。脖頸上有類似傘蜥蜴的褶皺（致敬侏儸紀公園中的雙脊龍）。會用慢性毒素麻痺獵物，直到它失去反抗能力才現身，泰勒認證的小孬孬。
- 甲蟲：攜帶致命傳染病的媒介。
- 遠古旗魚：吞上吉姆釣竿的餌，差點把他拉下懸崖，幸虧泰勒及時拉住。外觀類似原金梭魚。

### 集数
| 集數 | 標題               | 導演              | 編劇 | 首播日期       | 製作 代碼 | U.S.收視人數 （百萬） |
| ---- | ------------------ | ----------------- | --- | -------------- | --------- | --------------------- |
| 1    | "Genesis (Part 1)" | 阿歷克斯·格雷夫斯 | 劇本創作 ：凱利·馬歇爾 及 Craig Silverstein 故事構思 ：Craig Silverstein、凱利·馬歇爾 及 布藍儂·布拉加、大衛·弗瑞 | 2011年9月26日  | 1ASW01    | 9.22                  |
| 2    | "Genesis (Part 2)" | 阿歷克斯·格雷夫斯 | 布藍儂·布拉加 及 大衛·弗瑞                                                                                        | 2011年9月26日  | 1ASW02    | 9.22                  |
| 3    | "Instinct"         | 強·卡薩           | René Echevarria 及 布藍儂·布拉加                                                                                  | 2011年10月3日  | 1ASW03    | 8.73                  |
| 4    | "What Remains"     | 尼爾森·麥克科米克 | Brynn Malone | 2011年10月10日 | 1ASW05    | 7.00                  |
| 5    | "The Runaway"      | 強·卡薩           | Barbara Marshall                                                                                                  | 2011年10月17日 | 1ASW06    | 8.31                  |
| 6    | "Bylaw"            | 尼爾森·麥克科米克 | Paul Grellong | 2011年10月31日 | 1ASW04    | 6.59                  |
| 7    | "Nightfall"        | 強·卡薩           | Terry Matalas 及 Travis Fickett                                                                                   | 2011年11月7日  | 1ASW07    | 7.75                  |
| 8    | "Proof"            | 布萊恩·斯皮克     | 大衛·格拉齊亞諾 及 Brynn Malone                                                                                   | 2011年11月14日 | 1ASW08    | 7.01                  |
| 9    | "Vs."              | 布萊恩·斯皮克     | 荷西·莫利納 | 2011年11月21日 | 1ASW09    | 6.50                  |
| 10   | "Now You See Me"   | 凱倫·加菲尤拉     | Paul Grellong | 2011年11月28日 | 1ASW10    | 7.19                  |
| 11   | "Within"           | 凱倫·加菲尤拉     | Barbara Marshall                                                                                                  | 2011年12月12日 | 1ASW11    | 6.88                  |
| 12   | "Occupation"       | 強·卡薩           | Brynn Malone 及 Barbara Marshall                                                                                  | 2011年12月19日 | 1ASW12    | 7.24                  |
| 13   | "Resistance"       | 強·卡薩           | Terry Matalas 及 Travis Fickett                                                                                   | 2011年12月19日 | 1ASW13    | 7.24                  |